# Хидемаро Ватанабе
Хидемаро Ватанабе (јап. 渡部 英麿; 24. септембар 1924 — 12. октобар 2011) био је јапански фудбалер.

## Каријера
Током каријере је играо за Chugoku Electric Power.

## Репрезентација
За репрезентацију Јапана дебитовао је 1954. године. За тај тим је одиграо 2 утакмице.

## Статистика
| Јапан  | Јапан   | Јапан  |
| Година | Наступи | Голови |
| ------ | ------- | ------ |
| 1954.  | 2       | 0      |
| Укупно | 2       | 0      |